# Шампињи ле Лангр
Шампињи ле Лангр (фр. Champigny-lès-Langres) насеље је и општина у североисточној Француској у региону Шампањ-Арден, у департману Горња Марна која припада префектури Лангр.
По подацима из 2011. године у општини је живело 407 становника, а густина насељености је износила 64,09 становника/km². Општина се простире на површини од 6,35 km². Налази се на средњој надморској висини од 372 метара.

## Демографија
| 1962. | 1968. | 1975. | 1982. | 1990. | 1999. | 2011. |
| ----- | ----- | ----- | ----- | ----- | ----- | ----- |
| 407   | 420   | 398   | 445   | 418   | 443   | 407   |

График промене броја становника у току последњих година